# サバーヨーイ郡
座標: 北緯6度37分6秒 東経100度57分6秒 / 北緯6.61833度 東経100.95167度
サバーヨーイ郡(サバーヨーイぐん、タイ語: สะบ้าย้อย)はタイ南部ソンクラー県の郡の一つ。

## 歴史
サバーヨーイはもともとテーパー郡の一地域であったが、1924年バーホーイ分郡に昇格した。1942年政府は分郡庁をタムボン・モンに移設し、分郡名をサバーヨーイに変更した。1956年に郡に昇格した。

## 地名の由来
サバーヨーイ郡の名はもともとマレー語の地名スバユ（Sebayu、Jawi: سبايو）がタイ語風に訛ったものである。スバユとはマレー語で「風」を意味する。

## 地理
サバーヨーイ郡は西から時計回りにソンクラー県 ナータウィー郡、テーパー郡、パッターニー県コークポー郡、ヤラー県ムアンヤラー郡、ヤハー郡、カーバン郡に接する。南西はマレーシアケダ州に面する。
郡内には、サンカーラーキーリー国立公園が設置されている。

## 行政区分
サバーヨーイ郡は9のタムボンに分かれ、さらにその下位に62の村（ムーバーン）がある。郡内には1つのテーサバーンがあり、テーサバーンタムボン・サバーヨーイはタムボン・サバーヨーイの一部を管理している。その他のタムボンはタムボン行政体により行政が行われている。
| No. | 名                       | タイ語  | 村数 | 人口   |
| --- | ------------------------ | ------- | ---- | ------ |
| 1.  | タムボン・サバーヨーイ   | สะบ้าย้อย | 9    | 11,636 |
| 2.  | タムボン・トゥンポー     | ทุ่งพอ    | 8    | 8,649  |
| 3.  | タムボン・ピアン         | เปียน    | 7    | 7,677  |
| 4.  | タムボン・バーンノート   | บ้านโหนด | 7    | 6,086  |
| 5.  | タムボン・チャネー       | จะแหน   | 5    | 6,527  |
| 6.  | タムボン・クーハー       | คูหา     | 8    | 7,667  |
| 7.  | タムボン・カオデーン     | เขาแดง  | 7    | 6,779  |
| 8.  | タムボン・バーホーイ     | บาโหย   | 5    | 3,961  |
| 9.  | タムボン・ターンキーリー | ธารคีรี   | 6    | 4,514  |

## 注脚
1. ↑  “พระราชกฤษฎีกาจัดตั้งอำเภอนาทวี อำเภอสะบ้าย้อย อำเภอคำชะอี อำเภอย่านตาขาว อำเภอวัดโบสถ์ อำเภอหนองบัว อำเภอวัฒนานคร อำเภอแสวงหา อำเภอท่าชนะ อำเภอพระพุทธบาท อำเภอโนนสัง อำเภอบำเหน็จณรงค์ อำเภอคอนสวรรค์ อำเภอบ้านโฮ่ง อำเภอคีรีมาศ อำเภอชนแดน อำเภอแม่แจ่ม อำเภอไทรน้อย และอำเภอบ้านแพง พ.ศ. ๒๔๙๙” (Thai). Royal Gazette 73 (46 ก):  657. (1956-06-05).